# Les Ambassadeurs by Christophe Cussac
Les Ambassadeurs by Christophe Cussac är en medelhavsinspirerad gourmetrestaurang som är belägen inne i det femstjärniga lyxhotellet Hôtel Métropole i Monte Carlo i Monaco. År 2020 beslutade hotellet att hotellet skulle stängas för större renovering, det innebar också att restaurangen Restaurant du Métropole Monte-Carlo tvingades också att stänga. Den restaurangen återöppnades dock aldrig utan den blev avvecklad i förmån av Les Ambassadeurs som öppnades i juli 2023 av chefskocken Christophe Cussac. Året efter tilldelades Les Ambassadeurs två Michelinstjärnor.